# الفساد في سريلانكا
يعتبر الفساد في سريلانكا معضلة كبيرة في جميع مستويات المجتمع، من أعلى مستويات السلطة السياسية إلى مستويات الموظفين الصغار.
سجلت سريلانكا 34 نقطة على مقياس من 0 ("فاسد للغاية") إلى 100 ("نظيف للغاية")، وفقاً لمؤشر مدركات الفساد لعام 2023 لمنظمة الشفافية الدولية. احتلت سريلانكا المرتبة 115 بين 180 دولة في المؤشر عند الترتيب حسب النتيجة، حيث يُنظر إلى الدولة المصنفة رقم 1 على أنها تمتلك القطاع العام الأكثر شفافية. انخفضت درجة سريلانكا كل عام منذ مؤشر 2020، حيث سجلت 38 نقطة. كانت أفضل درجة 90 (المرتبة 1)، والمتوسطة 43، والأسوأ درجة 11 (المرتبة 180)، بالمقارنة مع النتائج العالمية. وسجلت أعلى درجة بين بلدان منطقة آسيا والمحيط الهادئ 85، وكان متوسط الدرجة 45 وأقل درجة 17، بالمقارنة مع الدرجات الإقليمية.
يؤثر الفساد مباشرةً على رفاهة المواطنين من خلال تقليل الاستثمارات العامة في الصحة والتعليم والبنية الأساسية والأمن والإسكان والمزارع. أحد أشكال الفساد الأكثر حداثة هو من خلال المشتريات العامة بسبب الافتقار إلى الشفافية في المعاملات التي تجرى داخل الحكومة.
إن ضعف حماية المبلغين عن المخالفات يقوض رغبة المواطنين في الوقوف ضد الفساد. وعلى الرغم من بعض الإصلاحات المؤسسية الأخيرة التي أجرتها الحكومة لمكافحة الفساد، فإن حماية المبلغين عن المخالفات تحتاج إلى تحسين. والمشاكل قائمة منذ فترة طويلة، وعلى الرغم من الدعوات المستمرة للإصلاح، والعديد من المحاولات لتحسين الوضع، فإن هناك القليل من الأدلة على التقدم. يعتبر معظم سكان سريلانكا الرشوة مجرد حقيقة من حقائق الحياة وأن رشوة مسؤول عام ضرورية لإنجاز معظم المهام.
لقد مُنح المسؤولين والسياسيين المتورطين في الفساد عفواً رئاسياً أو هربوا إلى دول أجنبية للهروب من العقاب. وقد وقعت عدد من الحوادث أُطلق فيها سراح الأفراد الفاسدين دون عقوبة بسبب علاقاتهم السياسية. وعلى الرغم من وجود لجنة التحقيق في مزاعم الرشوة أو الفساد، فقد كُبحت سلطاتها من قبل السياسيين الأقوياء ورجال الأعمال، وفي معظم الحالات، لم تتمكن اللجنة من التصرف بطريقة مستقلة.
لقد تعهدت الحكومات المتعاقبة في كثير من الأحيان بالقضاء على الفساد، ولكن من الناحية العملية، كانت هذه مهمة مستحيلة بسبب سنوات من سوء الإدارة والافتقار إلى الحكم الرشيد. وغالباً ما تعهدت الأحزاب السياسية والسياسيون بإنهاء الفساد خلال أوقات الانتخابات، على أمل كسب الناخبين.
يعتبر الفساد في سريلانكا قضية وطنية خطيرة مستمرة أدت إلى إضعاف النمو الاقتصادي وخفض جودة الحياة لمعظم السريلانكيين. وقد ساهم ارتفاع عدم المساواة في الدخل/التفاوت وزيادة الفقر في انتشار ثقافة الفساد في سريلانكا. كان الفساد دائماً موضوعاً ساخناً في سريلانكا وكان السبب الجذري لتدهور الوضع الاقتصادي في سريلانكا منذ 2019.
كان الفساد من بين العديد من القضايا التي أثارت الاحتجاجات الوطنية في 2022. وهي مظاهرات حاشدة ضد إدارة غوتابايا راجاباكسا وكان زخمها نابعاً من عدم قدرة عامة الناس على تلبية احتياجاتهم ورغباتهم الأساسية بسبب النقص وانقطاع التيار الكهربائي المتكرر والتضخم المفرط وانخفاض الدخل المتاح ونقص الاحتياطيات الأجنبية لاستيراد الضروريات الأساسية.

## الملاحظات
1. ↑  أفغانستان، أستراليا، بنغلاديش، بوتان، كمبوديا، الصين، فيجي، هونج كونج، الهند، إندونيسيا، اليابان، لاوس، ماليزيا، جزر المالديف، منغوليا، ميانمار، نيبال، نيوزيلندا، كوريا الشمالية، باكستان، بابوا غينيا الجديدة، الفلبين، سنغافورة، جزر سليمان، كوريا الجنوبية، سريلانكا، تايوان، تايلاند، تيمور الشرقية، فانواتو، وفيتنام.

## روابط خارجية
- Sri Lanka Corruption Profile from the Business Anti-Corruption Portal